# The Showroom
The Showroom és una galeria d'art sense ànim de lucre que es troba a Marylebone, Londres, especialitzada en mostrar el treball d'artistes emergents. La galeria presenta quatre propostes cada any, tot permetent als creadors desenvolupar cada projecte in situ. Entre 2018 i 2021 la seva directora fou Elvira Dyangani Ose i des de juliol de 2021 ostenta el càrrec l'historiadora de l'art argentina Gabriela Salgado.
Va obrir les portes el 1983 en un local a Bethnal Verd, a l'East End londinenc. El 2008 va traslladar la seu a un edifici a Marylebone, al carrer Penfold, remodelat pels arquitectes ifau + Jesko Fezer.
La sala ha organitzat exposicions i projectes amb artistes com Mona Hatoum, Sam Taylor-Wood, Simon Starling, Christina Mackie, Jim Lambie, Claire Barclay i Eva Rothschild, entre molts d'altres.
El Showroom rep finançament de l'Arts Council d'Anglaterra. Ha tingut de directors a Elvira Dyangani Ose, Emily Pethick, Kirsty Ogg, Kim Sweet i David Thorp, entre d'altres.